# マット・ディロン
マット・ディロン（Matt Dillon, 本名 Matthew Raymond Dillon, 1964年2月18日 - ）は、アメリカ合衆国ニューヨーク州出身の俳優。弟のケヴィンも俳優。

## 来歴
カトリック系の家庭の6人兄弟の2番目に生まれる。
中学生の時にスカウトされ1978年、14歳で映画デビュー。1980年、映画『リトル・ダーリング』、『マイ・ボディーガード』の不良役で人気に火がつき翌年2本の映画に主演、写真集も出版。1983年、フランシス・フォード・コッポラの青春映画『アウトサイダー』のダラス役でYAスターの中で鮮烈な印象を残し、同年同じくコッポラ監督、ヒントン原作の『ランブルフィッシュ』に主演、一躍トップアイドルとなった。
ダイアン・レインとの共演『ビッグタウン』(87)に主演、1989年にはガス・ヴァン・サントの『ドラッグストア・カウボーイ』でジャンキーを演じ、インディペンデント・スピリット賞の男優賞を受賞した。
1993年、『テックス』(82)の監督ティム・ハンターの『聖者の眠る街』でダニー・グローヴァーと共演、ホームレスの統合失調症の青年を好演した。
1995年、実話を基にしたサスペンススリラーで、再びガス・ヴァン・サント監督の『誘う女』に出演、ニコール・キッドマンは本作でゴールデングローブ最優秀主演女優賞を受賞、ホアキン・フェニックスが再スタートを切った重要な作品だった。
1996年、『レオン』でブレイクして2年目のナタリー・ポートマンを招いた恋愛群像劇『ビューティフル・ガールズ』にティモシー・ハットンらと共演した。
1998年キャメロン・ディアスの出世作、世界興行収入3億ドルを超える大ヒット映画『メリーに首ったけ』に出演、2002年には『シティ・オブ・ゴースト』でジェームズ・カーンと共演、監督としてもデビューした。
2004年の『クラッシュ』では全米映画俳優組合賞キャスト賞を受賞、アカデミー助演男優賞にノミネートされる。しかし2010年、この作品の利益分配をめぐり、プロデューサーに対して訴訟を起こした。
2022年、第75回ロカルノ国際映画祭で栄誉功労賞を授与された。

## 私生活
1990年代は約3年間、キャメロン・ディアスと交際していた。

## エピソード
「ホームレス映画に客は金を払いたがらない。非常に苦労して撮影したしいい映画なんだ。」『聖者の眠る街』について

## 主な出演作品

### 映画
| 公開年 | 邦題 原題                                                        | 役名                              | 備考                                            | 吹き替え                                        |
| ------ | ---------------------------------------------------------------- | --------------------------------- | ----------------------------------------------- | ----------------------------------------------- |
| 1979   | レベルポイント Over the Edge                                     | リッチー                          |                                                 | 鹿股裕司                                        |
| 1980   | リトル・ダーリング Little Darlings                               | ランディ                          |                                                 | 永久勲雄（フジテレビ版）                        |
| 1980   | マイ・ボディーガード My Bodyguard                                | ムーディ                          |                                                 | 速水奨（日本テレビ版）                          |
| 1982   | テックス Tex                                                     | テックス・マコーミック            |                                                 | 宮本充                                          |
| 1982   | マット・ディロンの初恋物語 Liar's Moon                           | ジャック・ダンカン                |                                                 | 井上和彦（読売テレビ版）                        |
| 1983   | アウトサイダー The Outsiders                                     | ダラス・ウィンストン              |                                                 | 杉本哲太（フジテレビ版） 伊藤健太郎（ソフト版） |
| 1983   | ランブルフィッシュ Rumble Fish                                   | ラスティ・ジェームズ              |                                                 | （吹き替え版なし）                              |
| 1984   | フラミンゴキッド The Flamingo Kid                                | ジェフリー・ウィリス              |                                                 | 塩沢兼人                                        |
| 1985   | ターゲット Target                                                | クリス・ロイド / デレク・ポッター |                                                 | 江原正士（フジテレビ版）                        |
| 1985   | レベル・反逆者 Rebel                                             | レベル                            |                                                 | 山寺宏一（テレビ東京版）                        |
| 1986   | ネイティブ・サン Native Son                                      | ジャン                            |                                                 | （吹き替え版なし）                              |
| 1987   | ビッグタウン The Big Town                                        | J.C. カレン                       |                                                 | （吹き替え版なし）                              |
| 1988   | カンザス/カンザス経由→NY.行き Kansas                             | ドイル・ケネディ                  |                                                 | 入江崇史                                        |
| 1988   | ワンナイト・オブ・ブロードウェイ Bloodhounds of Broadway         | リグレット                        |                                                 |                                                 |
| 1989   | ドラッグストア・カウボーイ Drugstore Cowboy                      | ボブ                              | インディペンデント・スピリット賞主演男優賞 受賞 | 落合弘治                                        |
| 1991   | 死の接吻 A Kiss Before Dying                                     | ジョナサン                        |                                                 | 池田秀一（VHS版） 堀内賢雄（テレビ朝日版）      |
| 1991   | 男が女を愛する時 Women & Men 2: In Love There Are No Rules       | エディ                            | テレビ映画                                      |                                                 |
| 1992   | シングルス Singles                                               | クリフ                            |                                                 | （吹き替え版なし）                              |
| 1993   | 聖者の眠る街 The Saint of Fort Washington                        | マシュー                          |                                                 | 平田広明（VHS版）                               |
| 1993   | 最高の恋人 Mr. Wonderful                                         | ガス                              |                                                 | 山寺宏一                                        |
| 1995   | 誘う女 To Die For                                                | ラリー・マレット                  |                                                 | 堀内賢雄                                        |
| 1995   | フランキー・スターライト/世界で一番素敵な恋 Frankie Starlight    | テリー                            |                                                 | 原康義                                          |
| 1996   | ビューティフル・ガールズ Beautiful Girls                         | トミー・ローランド（バードマン）  |                                                 | 山寺宏一                                        |
| 1996   | グレイス・オブ・マイ・ハート Grace Of My Heart                   | ジェイ・フィリップス              |                                                 | 宮本充                                          |
| 1996   | アルビノ・アリゲーター Albino Alligator                          | ドヴァ                            |                                                 | 平田広明                                        |
| 1997   | イン&アウト In & Out                                             | キャメロン・ドレイク              |                                                 | 堀内賢雄                                        |
| 1998   | ワイルドシングス Wild Things                                     | サム・ロンバード                  |                                                 | 藤原啓治（ソフト版） 小山力也（テレビ朝日版）   |
| 1998   | メリーに首ったけ There's Something About Mary                    | パット・ヒーリー                  |                                                 | 小杉十郎太                                      |
| 2001   | ジュエルに気をつけろ! One Night at McCool's                      | ランディ                          |                                                 | 堀内賢雄                                        |
| 2002   | デュースワイルド Deuces Wild                                     | フリッツィー                      |                                                 | （吹き替え版なし）                              |
| 2002   | シティ・オブ・ゴースト City of Ghosts                            | ジミー                            | 兼監督・脚本                                    | 小杉十郎太                                      |
| 2004   | クラッシュ Crash                                                 | ジョン・ライアン巡査              | インディペンデント・スピリット賞助演男優賞 受賞 | 小杉十郎太                                      |
| 2005   | バイバイ、ママ Loverboy                                          | マーク                            |                                                 | 落合弘治                                        |
| 2005   | 酔いどれ詩人になるまえに Factotum                                | ヘンリー・チナスキー              |                                                 | （吹き替え版なし）                              |
| 2005   | ハービー/機械じかけのキューピッド Herbie: Fully Loaded           | トリップ・マーフィ                |                                                 |                                                 |
| 2006   | トラブル・マリッジ カレと私とデュプリーの場合 You, Me and Dupree | カール・パターソン                |                                                 | 森川智之                                        |
| 2008   | ザ・クリミナル 合衆国の陰謀 Nothing But the Truth                | パットン・デュボア                |                                                 | 西垣俊作                                        |
| 2009   | オールド・ドッグ Old Dogs                                        | バリー                            |                                                 | 檀臣幸                                          |
| 2009   | アーマード 武装地帯 Armored                                      | マイク・コクレイン                |                                                 | 咲野俊介                                        |
| 2010   | テイカーズ Takers                                                | ジャック・ウェルズ                |                                                 | 檀臣幸                                          |
| 2013   | マイ・ライフ・メモリー Sunlight Jr.                              | リッチー                          |                                                 | （吹き替え版なし）                              |
| 2013   | スティーラーズ Pawn Shop Chronicles                              | リチャード                        |                                                 | 森川智之                                        |
| 2013   | エージェント・スティール The Art of the Steal                    | ニッキー・カルフーン              |                                                 | 荒井勇樹                                        |
| 2014   | インファナル・ディール 野蛮な正義 Bad Country                    | ジェシー・ウェイランド            |                                                 |                                                 |
| 2017   | ジーサンズ はじめての強盗 Going in Style                         | アーロン・ヘイマー捜査官          |                                                 | 津田健次郎                                      |
| 2018   | ハウス・ジャック・ビルト The House That Jack Built               | ジャック                          |                                                 | （吹き替え版なし）                              |
| 2018   | ヘッド・フル・オブ・ハニー Head Full of Honey                    | ニック                            |                                                 | （吹き替え版なし）                              |
| 2019   | 約束の宇宙 Proxima                                               |                                   |                                                 | 藤真秀                                          |
| 2020   | カポネ Capone                                                    | ジョニー                          |                                                 | 三上哲                                          |
| 2023   | アステロイド・シティ Asteroid City                               |                                   |                                                 | 小杉十郎太                                      |
| 2022   | American Dreamer                                                 | Dell                              |                                                 | N/A                                             |
| 2024   | タンゴの後で Being Maria                                         | マーロン・ブランド                |                                                 |                                                 |
| 2024   | 愛と疑惑の果て Haunted Heart                                     | マックス                          |                                                 | （吹き替え版なし）                              |
| TBA    | The Fence                                                        |                                   |                                                 |                                                 |

### テレビシリーズ
| 放映年 | 邦題 原題                                         | 役名             | 備考                              | 吹き替え   |
| ------ | ------------------------------------------------- | ---------------- | --------------------------------- | ---------- |
| 2011   | モダン・ファミリー Modern Family                  | ロビー           | 第2シーズン第15話「母親と元カレ」 |            |
| 2015   | ウェイワード・パインズ 出口のない街 Wayward Pines | イーサン・バーク | 計10話出演                        | 津田健次郎 |
| 2023   | ハイ・デザート High Desert                        | デニー           | Apple TVオリジナルドラマ          | さかき孝輔 |

## 参照
1. ↑  Dillon, Matt (2005年8月6日). “Behind the mask”. London: The Daily Telegraph 2010年9月11日閲覧。
2. ↑  Flynn, Paul (2005年8月11日). “Matt's Crash landing”. Evening Standard 2010年9月11日閲覧。[リンク切れ]
3. ↑  Rader, Dotson (2006年7月23日). “‘‘You Don’t Shut the Door on Hope’’”. Parade 2010年12月30日閲覧。
4. ↑  “マット・ディロン、オスカー受賞映画『クラッシュ』の利益をめぐり訴訟を起こす”. シネマトゥデイ. (2010年10月3日) 2013年2月8日閲覧。
5. ↑  “マット・ディロン、キャリア44年で栄誉功労賞　変わらぬ映画愛「映画館の大画面が恋しい」”. 映画.com. (2022年8月9日) 2025年6月17日閲覧。
6. ↑  “Matt Dillon Attempts to Explain Cameron Diaz Split”.   Hollywood.com (2006年7月24日). 2012年5月30日時点のオリジナルよりアーカイブ。2012年11月7日閲覧。